# Astrologia celta
L' astrologia celta  consisteix en el sistema astrològic practicat pel poble celta. Poc es coneix sobre aquest sistema nadiu d'astrologia, tal com es descriu en alguns manuscrits irlandesos antics dels quals cap ha estat publicat o traduït completament. No obstant això, sembla que s'ha basat en un sistema indígena de símbols irlandesos i no en cap dels més comunament coneguts sistemes astrològics com els d'Occident o de la Xina.
El terme «astrologia celta» també s'ha fet servir amb inexactitud per referir-se al calendari d'arbre inventat per l'escriptor britànic Robert Graves (1895-1985), el qual es va inspirar en un superficial estudi del guió Ogham. Graves detalla el sistema en el seu poètic assaig  La deessa blanca  (1946).
Encara que alguns autors moderns ho han popularitzat com el «Calendari d'arbre de Graves», no té cap relació amb cap calendari celta històric.